# Cozzo
Cozzo é uma comuna italiana da região da Lombardia, província de Pavia, com cerca de 432 habitantes. Estende-se por uma área de 17 km², tendo uma densidade populacional de 25 hab/km². Faz fronteira com Candia Lomellina, Castelnovetto, Langosco, Rosasco, Sant'Angelo Lomellina, Valle Lomellina, Zeme.

## Demografia
| Variação demográfica do município entre 1861 e 2011                               |
|                                                                                   |
| Fonte: Istituto Nazionale di Statistica (ISTAT) - Elaboração gráfica da Wikipedia |